# Buckingham Nicks
Buckingham Nicks é um álbum de estreia e único projeto do duo Buckingham Nicks, formado por Lindsey Buckingham e Stevie Nicks, lançado em 1973.
Produzido por Keith Olsen, o álbum foi a porta de entrada de Buckingham e Nicks no Fleetwood Mac. O projeto contém significativa influência folk e pop que marcaria o grupo com a entrada dos dois músicos. Inicialmente, o disco foi um fracasso comercial, mas com o sucesso posterior dos músicos na formação mais famosa do Fleetwood Mac, se tornou um sucesso e foi relançado em versão digital.

## Faixas
1. "Crying in the Night"
2. "Stephanie"
3. "Without A Leg To Stand On"
4. "Crystal"
5. "Long Distance Winner"
6. "Don't Let Me Down Again"
7. "Django"
8. "Races Are Run"
9. "Lola (My Love)"
10. "Frozen Love"